# Blue Hole (Gozo)
Blue Hole lub Ghar iż-Żerqa albo Iż-Żerqa – niewielkie jezioro morskie na zachodnim wybrzeżu maltańskiej wyspy, Gozo, która znajduje się na wysokości miejscowości San Lawrenz.

## Położenie

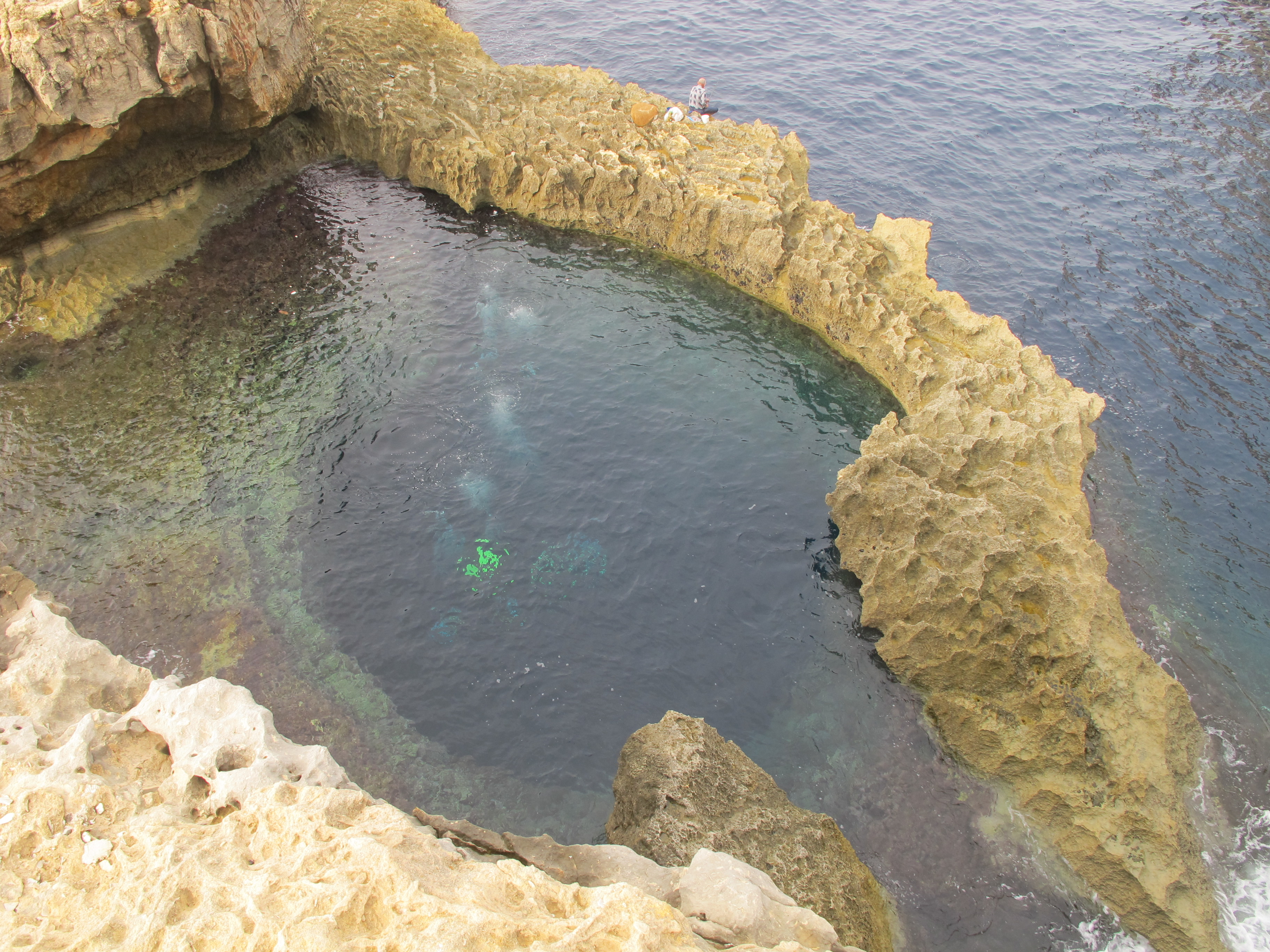
Blue Hole (2014)

Jezioro ma około 15 metrów głębokości około 10 metrów szeroki otwór w klifie, na stromym wybrzeżu, na wysokości morza. Pod wodą znajduje się Blue Hole, która zawiera duże otwarcie w ścianie skalnej, mające około 7 metrów głębokości, połączone z morzem.

## Turystyka
W pobliżu Blue Hole znajdują się atrakcje turystyczne takie, jak Fungus Rock i Inland Sea. Jezioro Blue Hole w Gozo uważane jest za jedno z najpiękniejszych miejsca do nurkowania. Turyści i płetwonurkowie dotrą do jeziora przez schody i ścieżki, które zaczynają się przy przestrzeni parku na nieistniejącym już moście skalnym – Azure Window.